# Test kleurweergave
Elk scherm heeft specifieke eigenschappen. De gebruikte techniek, hardware, software spelen daarbij een rol. Hier zijn wat afbeeldingen verzameld om een indicatie van de eigenschappen te geven van het middel waar u nu deze tekst op ziet staan. Er is geen validatie van uw monitor het betreft hier uitsluitend een middel om de mogelijkheden te onderzoeken.
Met behulp van de hier getoonde afbeeldingen wordt indirect duidelijk wat de eigenschappen zijn van de door u gebruikte schermen.

## Welke kleuren zijn zichtbaar?
De op RGB-waarde gerangschikte tabel geeft een aantal toepasbare kleuren weer. De zichtbaarheid van deze kleuren op een computerscherm hangt af van de mogelijkheden van de monitor. De op kleur gerangschikte tabel geeft meer inzicht in de kleur RGB-relatie.

## Eigenschappen van type scherm
Klik op de onderstaande afbeeldingen voor meer effect.
| Afbeelding                                      | Eigenschap                                                                 | Wat is de bedoeling van deze afbeelding? Welke informatie wordt hier gegeven? |
| ----------------------------------------------- | -------------------------------------------------------------------------- | --- |
| 4 × 90 graden.                                  | Vier afbeeldingen die achtereenvolgend 90 graden gedraaid afgebeeld worden | Afhankelijk van het type scherm worden interferentie verschijnselen zichtbaar. Een flikkering, een vaag patroon. Er wordt geen waarde oordeel gegeven over dit verschijnsel. Als u deze afbeelding bekijkt met wisselende middelen dan wordt voor u duidelijk wat de eigenschappen zijn van die middelen. Er zou ook een lijst gegeven kunnen worden met de specifieke eigenschappen van de middelen, dit met het nadeel dat zo'n lijst dan niet aanspreekt en niet duidelijk is. De directe beleving van deze verschijnselen met de door u toegepaste middelen, geeft de voor u relevante informatie. |
| 8 × 45 graden.                                  | Acht afbeeldingen die achtereenvolgend 45 graden gedraaid afgebeeld worden | Afhankelijk van het type scherm worden interferentie verschijnselen zichtbaar. Een flikkering, een vaag patroon. Er wordt geen waarde oordeel gegeven over dit verschijnsel. De directe beleving van deze verschijnselen met de door u toegepaste middelen, geeft de voor u relevante informatie. |
| Deze afbeelding toont een RGB kleur schakering. | Stilstaande afbeelding.                                                    | Door het scherm vanuit verschillende invalshoeken te bekijken, krijgt u een indruk van de invloed van de invalshoek. Een zwarte (of witte) plek midden in de afbeelding wordt zichtbaar. Door deze afbeelding in een verkleind venster te zetten en dit venster over het scherm te bewegen wordt een defect in het tonen van deze drie hoofd kleuren zichtbaar. Een foute pixel is dan zo gevonden |